# Dhungad
Dhungad (nepalski: ढुङ्गाड) – gaun wikas samiti w zachodniej części Nepalu w strefie Mahakali w dystrykcie Baitadi. Według nepalskiego spisu powszechnego z 2011 roku liczył on 446 gospodarstw domowych i 2325 mieszkańców (1262 kobiety i 1063 mężczyzn).